# Geografía de Plutón
La geografía de Plutón implica la delineación y caracterización de las regiones de dicho planeta. La geografía plutoniana se centra principalmente en lo que se denomina geografía física en la Tierra; es decir, la distribución de características físicas a través de Plutón y sus representaciones cartográficas. El 14 de julio de 2015, la nave espacial New Horizons se convirtió en la primera nave espacial en volar por Plutón. Durante su breve sobrevuelo, New Horizons realizó mediciones geográficas detalladas y observaciones de Plutón y sus lunas.

## Orientación del sistema de coordenadas
Plutón puede definirse como de rotación retrógrada e inclinación axial de 60 grados, o de rotación retrógrada e inclinación de 120 grados. Siguiendo esta última convención (la regla de la mano derecha), el hemisferio actualmente iluminado por el día es el septentrional, mientras que gran parte del hemisferio meridional está a oscuras. Esta es la convención utilizada por la Unión Astronómica Internacional (UAI) y el equipo de New Horizons, y sus mapas sitúan el hemisferio iluminado por el Sol en la parte superior. Sin embargo, fuentes más antiguas pueden definir la rotación de Plutón como retrógrada y, por tanto, el lado iluminado por el sol como el hemisferio sur. El este y el oeste también se intercambian entre las dos convenciones.
El meridiano cero de Plutón se define como la longitud orientada hacia Caronte.

## Características topográficas

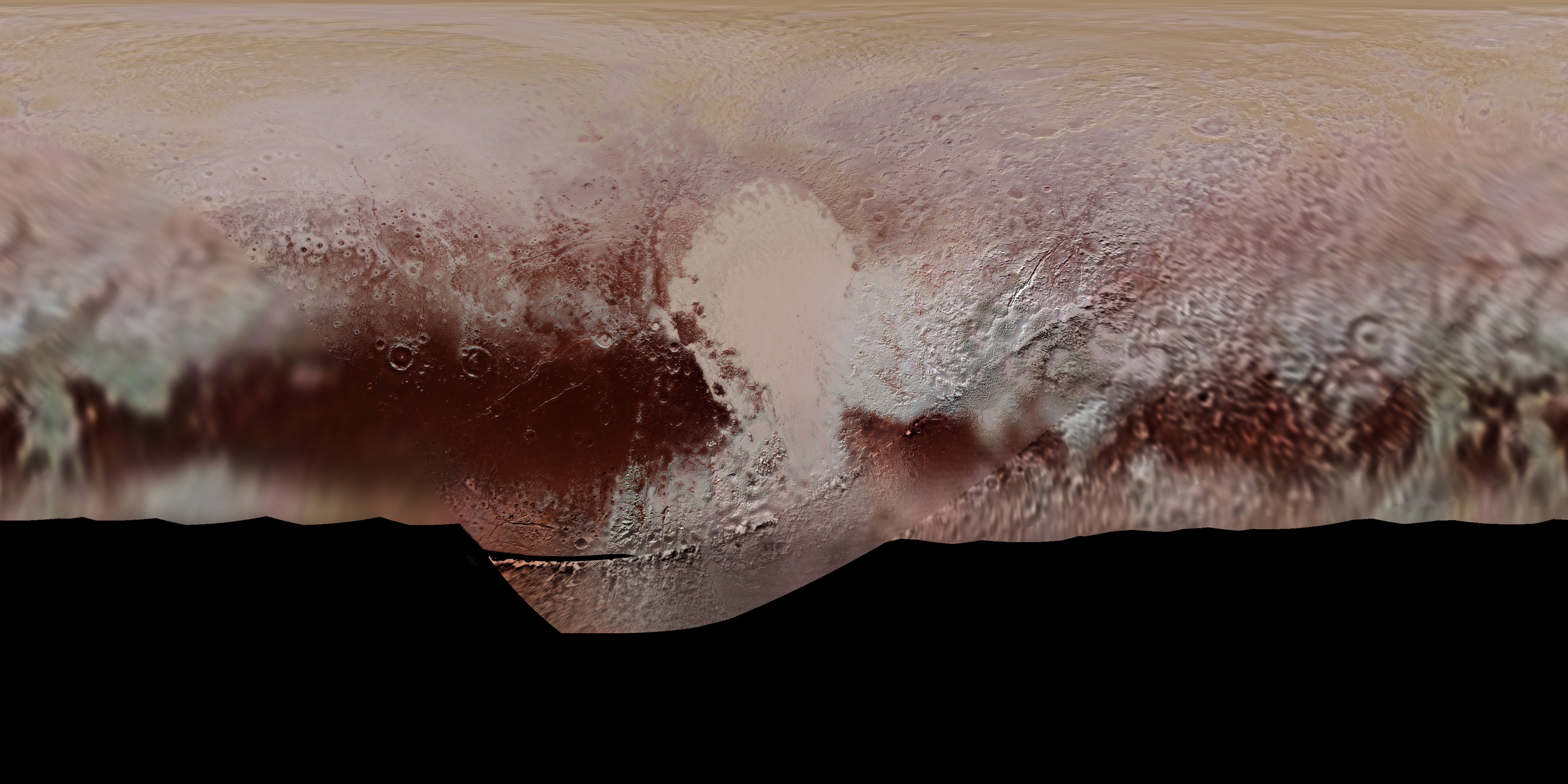
Las partes de la superficie de Plutón cartografiadas por New Horizons (en color realzado). El centro está a 180 grados de longitud (diametralmente opuesto a la luna Caronte). La zona brillante del centro es Tombaugh Regio. La zona oscura al oeste es Cthulhu Macula. La serie de zonas oscuras al este son los «Nudillos de Latón».

Los siguientes nombres fueron propuestos originalmente por el equipo de descubrimiento de New Horizons. Estos nombres se tomaron de diversas figuras históricas relacionadas con el estudio de Plutón, misiones de exploración espacial notables y una variedad de deidades o demonios ctónicos, algunos de la mitología antigua y otros de la cultura popular moderna. Aunque varios de estos nombres han sido canonizados por la IAU a partir de 2017, la mayoría siguen siendo clasificaciones informales que aún no se han tenido en cuenta.

### Tombaugh Regio
Tombaugh Regio (apodada «El Corazón») es una gran región topográfica de color claro, formada en forma de corazón, que debe su nombre al descubridor moderno de Plutón, Clyde Tombaugh. Los dos lóbulos superiores del corazón son rasgos geológicos distintos, ambos de aspecto brillante y blanquecino, siendo el lóbulo occidental (llamado Sputnik Planitia —una vasta llanura de nitrógeno y otros hielos) más suave que el lóbulo oriental. El corazón tiene unos 1590 km de diámetro. La región contiene dos picos de 3400 m compuestos de agua-hielo a lo largo de su borde suroccidental, Hillary Montes y Tenzing Montes. La ausencia de cráteres en la región sugiere que su superficie tiene menos de 100 millones de años, por lo que se especula que Plutón es un planeta geológicamente activo. Datos posteriores indicaron que los rasgos cercanos a los bordes occidentales de la región (un área aproximadamente del tamaño de Texas) muestran evidencias de «flujo de hielo exótico», similar al de los glaciares que se derriten, rico en metano, monóxido de carbono y hielos de nitrógeno. La actividad glaciar potencialmente reciente, cerca de la Cthulhu Macula, se sugiere por la presencia de material de tonos más claros superpuesto sobre porciones más oscuras y antiguas; según Lillian Gipson de la NASA, «...En la región más meridional del corazón, adyacente a la oscura región ecuatorial, parece que el terreno antiguo y fuertemente craterizado (denominado informalmente «Cthulhu Regio») ha sido invadido por depósitos helados mucho más recientes».

### Los nudillos de latón

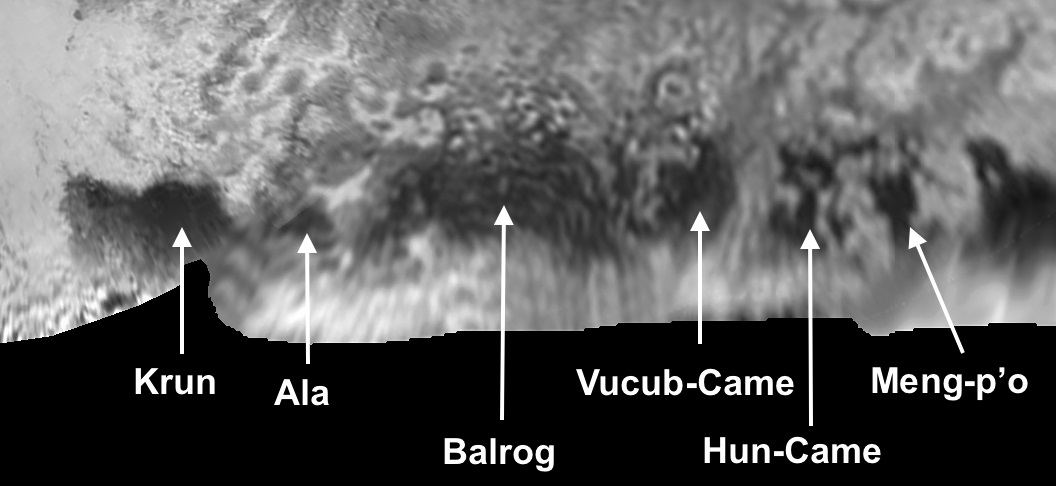
La región de los «nudillos de latón» de Plutón. Meng-p'o está en el meridiano cero; al este está la «cola» de Cthulhu.

Una serie de manchas oscuras espaciadas de forma semirregular con límites irregulares reciben el sobrenombre de Nudillos de Latón. Tienen un diámetro medio de 480 km y se sitúan a lo largo del ecuador, entre el corazón y la cola de la ballena. Los nudillos de latón están separados entre sí por tierras altas. También hay muchos cañones que corren a través de ellos y a través de las montañas circundantes que son cientos de kilómetros de largo y varios kilómetros de profundidad. Desde el oeste (al sur de Tombaugh Regio) hasta el este (al oeste de la cola de la Ballena), los Nudillos son:
- Krun Macula, señor del inframundo en la religión mandea del sur de Irak
- Ala Macula, deidad del inframundo y de la cosecha del pueblo igbo del este de Nigeria
- Balrog Macula,  raza ficticia de demonios del mito fantástico de J. R. R. Tolkien.
- Vucub-Came Macula y Hun-Came Macula, en honor a los dos dioses de la muerte más importantes del Popol Vuh de los mayas k'iche'.
- Meng-p'o Macula, en honor a una diosa del budismo chino[15] que hizo que los muertos olvidaran sus vidas pasadas

### Cthulhu Macula
Cthulhu Macula (antes llamado Cthulhu Regio), apodada La Ballena por su forma, es una región oscura y alargada a lo largo del ecuador de Plutón que recibe su nombre de la deidad ficticia de las obras de H. P. Lovecraft. Mide 2990 km de largo y es el mayor rasgo oscuro de Plutón.  Es la mayor de las regiones oscuras (Nudillos de laton) que abarcan el ecuador de Plutón. Se especula que el color oscuro de la zona es el resultado de un «alquitrán» compuesto de hidrocarburos complejos llamados tholins que cubren la superficie, formados a partir del metano y el nitrógeno de la atmósfera que interactúan con la luz ultravioleta y los rayos cósmicos.  La presencia de un gran número de cráteres en el interior de Cthulhu indica que quizás tenga miles de millones de años, en contraste con la brillante y sin cráteres Sputnik Planitia, que podría tener tan sólo 100 millones de años.

### El Donut

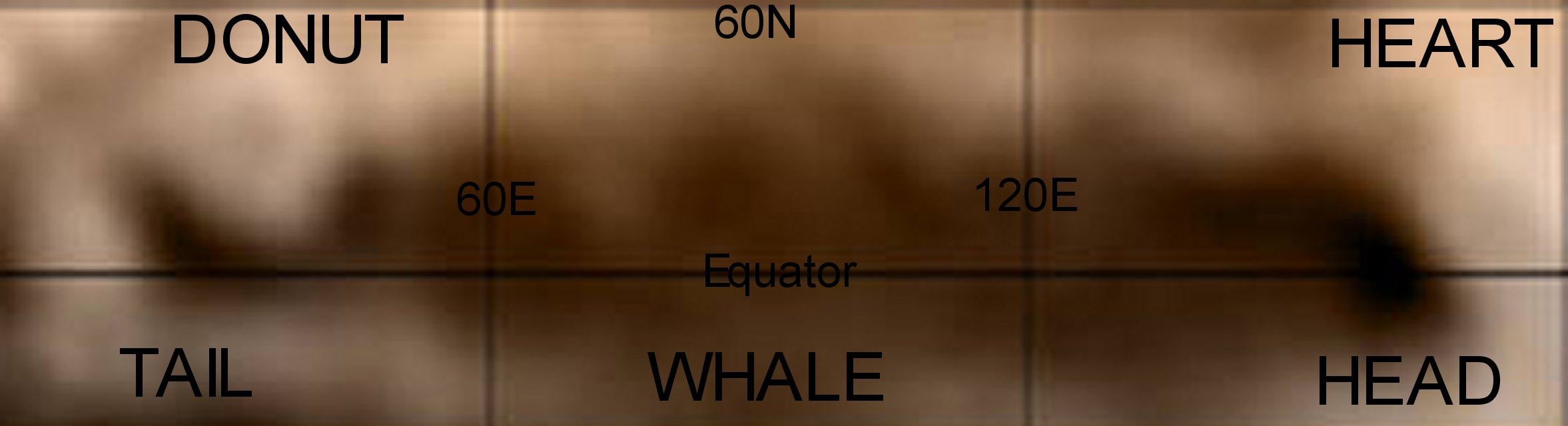
El «Donut» se acuna en la cola de La Ballena

En las imágenes de baja resolución se aprecia un elemento brillante en forma de anillo de unos 350 km de diámetro situado cerca de la cola de la «Ballena», apodado «Donut». No aparece como anillo en las imágenes de mayor resolución.

### Campos de dunas

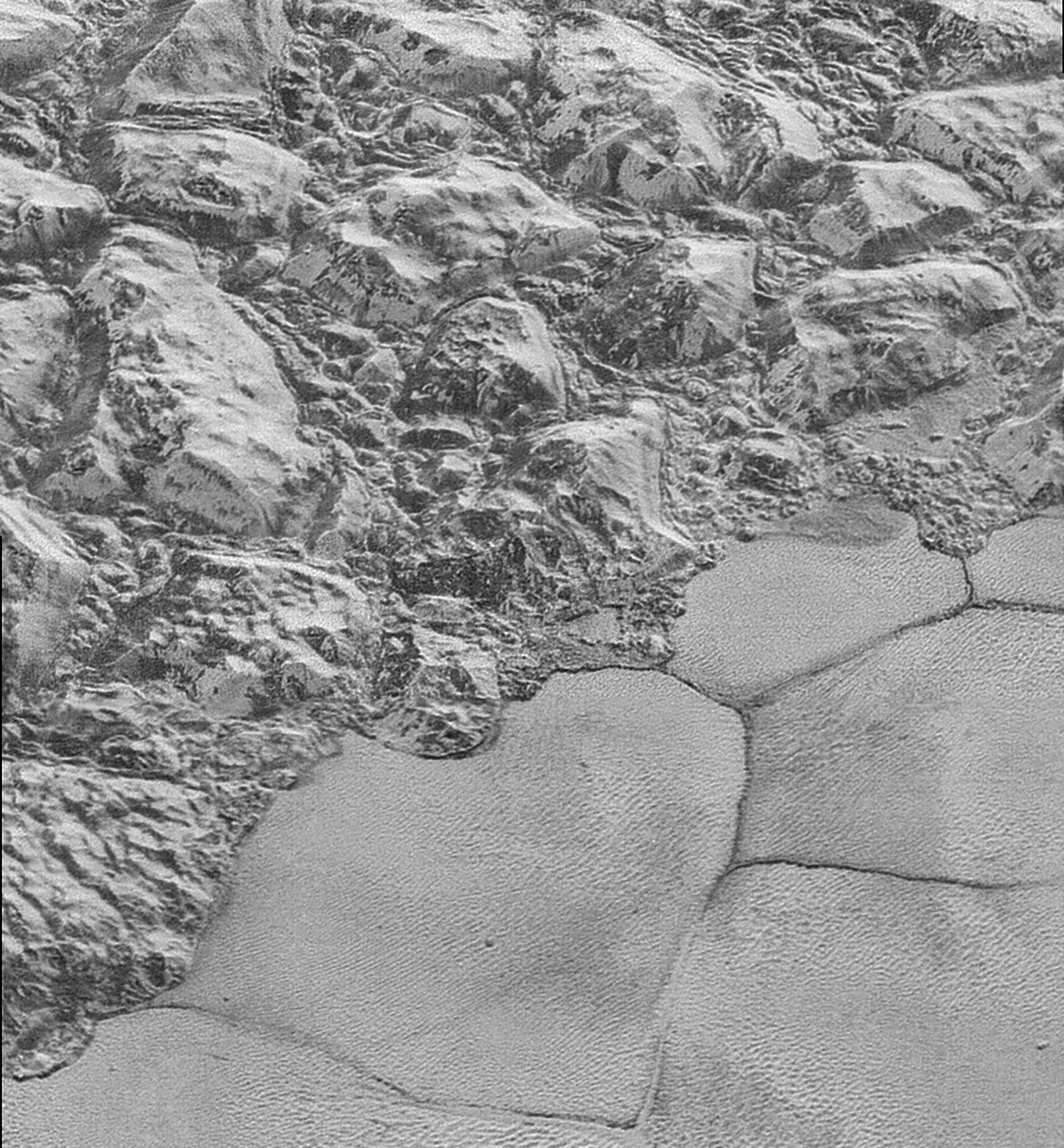
Campos de dunas en la Planicie Sputnik, cerca de Planitia

En la parte occidental de la Planicie Sputnik, cerca de los Montes Al-Idrisi, hay campos de dunas transversales formados por los vientos, que soplan desde el centro de la Planicie Sputnik en dirección a los montes circundantes. La longitud de onda de las dunas oscila entre 0.4 y 1 km y probablemente estén formadas por partículas de hielo de metano de 200-300 μm de tamaño. Las partículas se elevan por encima de la superficie cuando el hielo de nitrógeno se sublima bajo la irradiación solar. Después son desplazadas por vientos suaves que soplan con velocidades de 1-10 m/s a pesar de que la presión atmosférica suele ser baja, de unos 15 μbar.

## Nomenclatura
El Grupo de Trabajo de Nomenclatura de Sistemas Planetarios de la Unión Astronómica Internacional (UAI) es responsable de asignar nombres oficiales a las características de la superficie de Plutón. El 7 de septiembre de 2017, la IAU aprobó oficialmente los primeros 14 nombres.
Desde agosto de 2015, el equipo científico de New Horizons deriva nombres informales de los siguientes temas: exploradores, misiones espaciales, naves espaciales, científicos e ingenieros; exploradores ficticios, viajeros, naves, destinos y orígenes; autores y artistas que han imaginado la exploración; y submundos ficticios, seres del inframundo y viajeros al inframundo. El equipo científico de New Horizons invitó al público a proponer nombres y votarlos antes de la llegada de la nave.

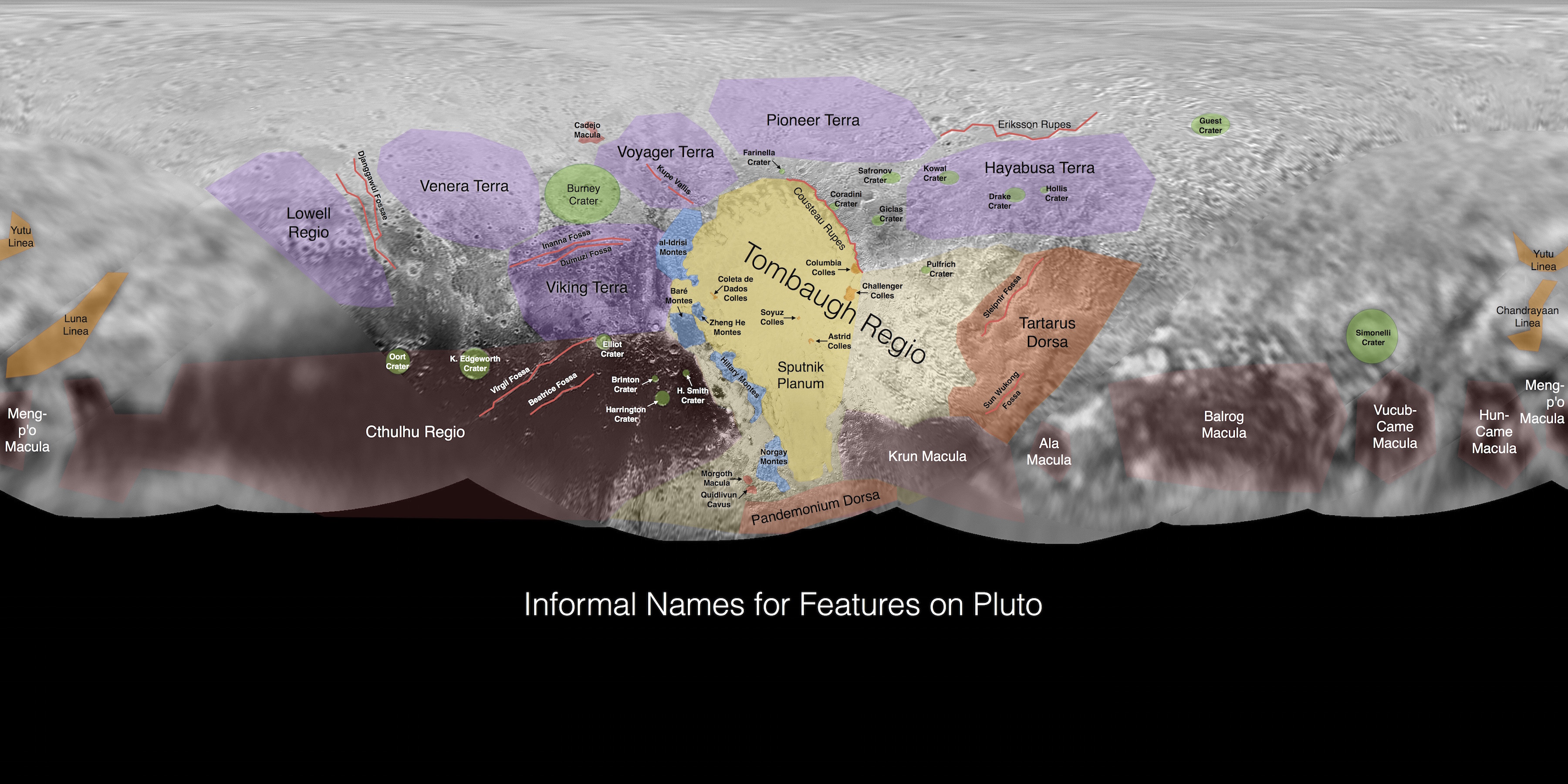
Accidentes geográficos denominados informalmente

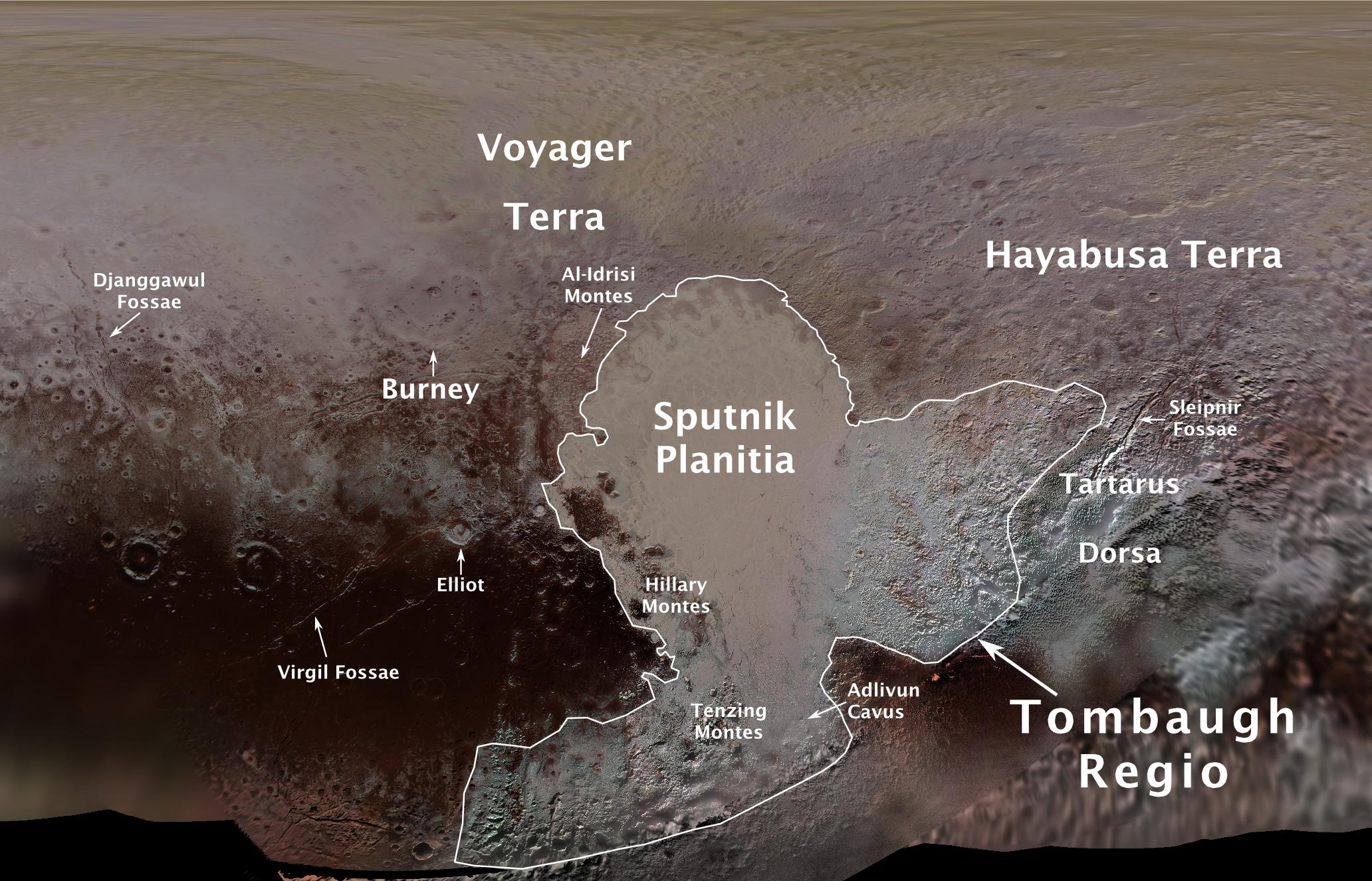
Mapa de Plutón con los nombres de las características aprobados oficialmente por la UAI el 7 de septiembre de 2017.

## Galeria

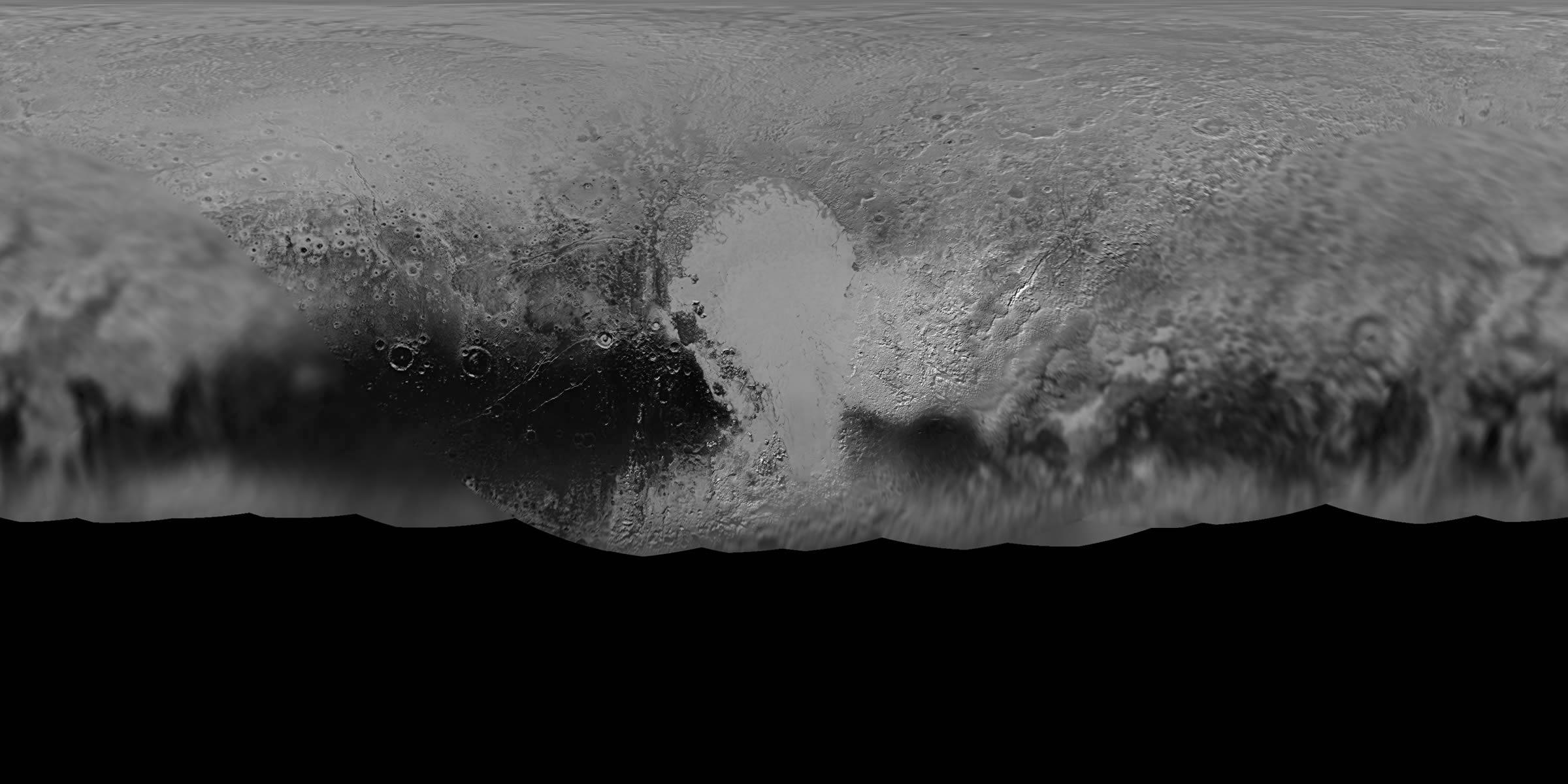
Mapa global en blanco y negro de Plutón, con Sputnik Planitia justo encima del centro (publicado el 2 de mayo de 2016).

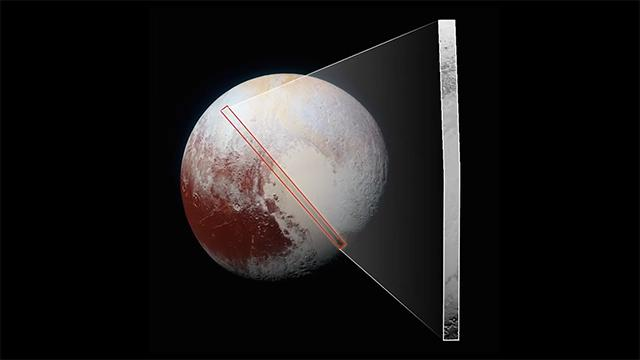
Plutón - Mejor resolución
Contexto

Mosaico de mejor resolución, mostrando parte de la Planicie Sputnik y terreno relacionado
(imagen de contexto)
(publicada el 27 de mayo de 2016)

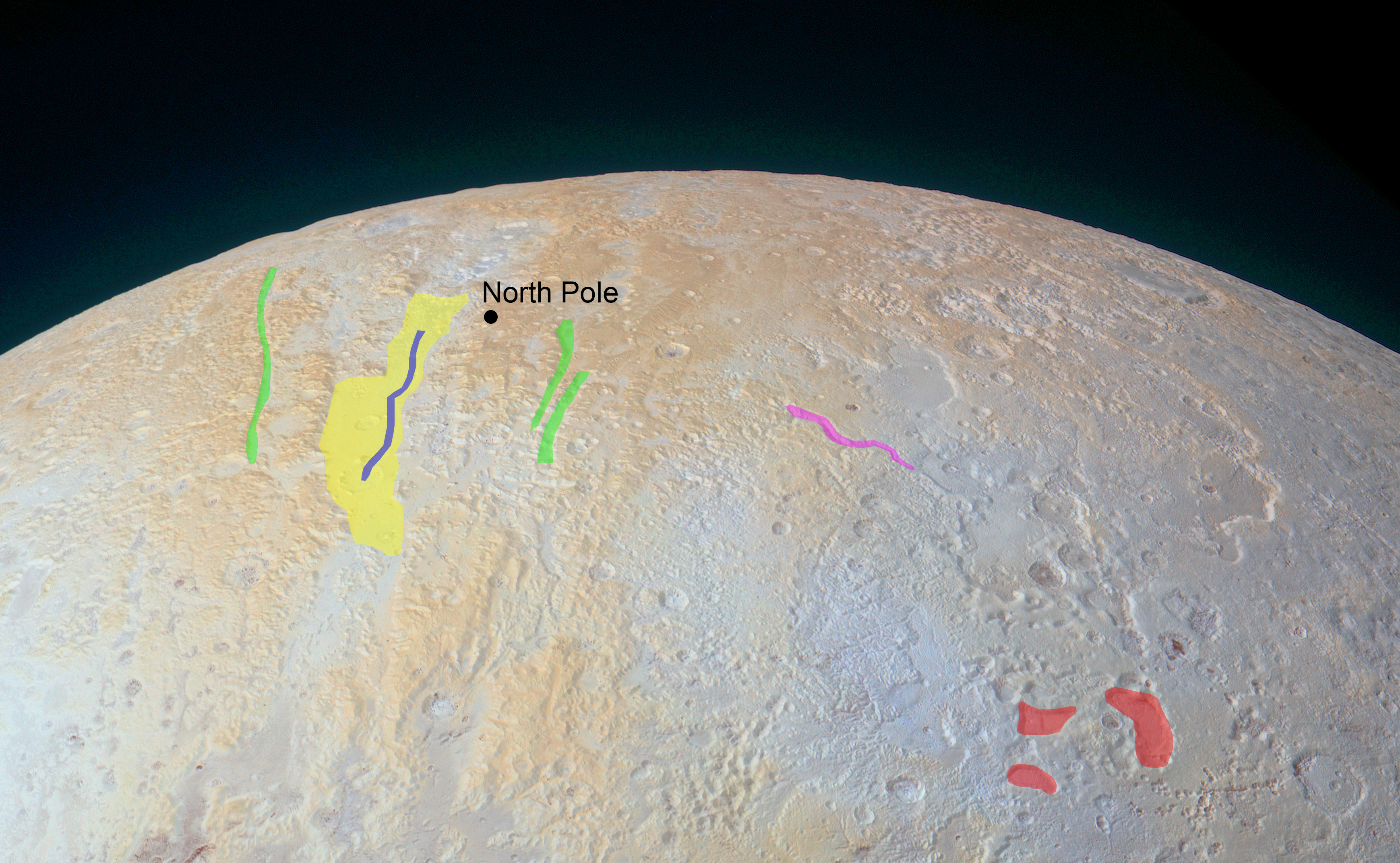
Plutón - Polo norte - Cañones helados

|                                                                       |
| Primeros indicios de rasgos en Plutón (anotado; 10 de julio de 2015). |

|                                                                     |
| Plutón visto por New Horizons (color; animado; 6 de julio de 2015). |

|                                                               |
| Plutón visto por New Horizons (anotado; 11 de julio de 2015). |

|                                                    |
| Plutón visto por New Horizons (9 de julio de 2015) |

|                                                      |
| Plutón visto por New Horizons (11 de julio de 2015). |

|                                                      |
| Plutón visto por New Horizons (11 de julio de 2015). |

|                                                      |
| Plutón visto por New Horizons (12 de julio de 2015). |

|                                                      |
| Plutón visto por New Horizons (13 de julio de 2015). |

|                                                                                                |
| Sputnik Planitia – Hillary Montes y Tenzing Montes enmarcados (contexto; 14 de julio de 2015). |

| |
| Sputnik Planitia - mosaico de primeros planos (contexto; 14 de julio de 2015/10 de septiembre de 2015). |

| |
| Depresiones en el sur de Sputnik Planitia (contexto) en el centro izquierdo de Tombaugh Regio, que representan los márgenes de las células de convección. Las manchas oscuras en las depresiones de la parte inferior izquierda son fosas. |

|                                                                                      |
| Plutón - Hillary Montes y Tenzing Montes enmarcados (contexto; 14 de julio de 2015). |

|                                                        |
| Hillary Montes y Tenzing Montes (14 de julio de 2015). |

|                                                                |
| Tenzing Montes al sur de Tombaugh Regio (14 de julio de 2015). |

|                                                                     |
| Hillary Montes al suroeste de Tombaugh Regio (14 de julio de 2015). |

|                                              |
| Pluto - Wright Mons (context; 14 July 2015). |

|                                                       |
| Plutón - Krun Macula (contexto; 14 de julio de 2015). |